# エスパイジャト州

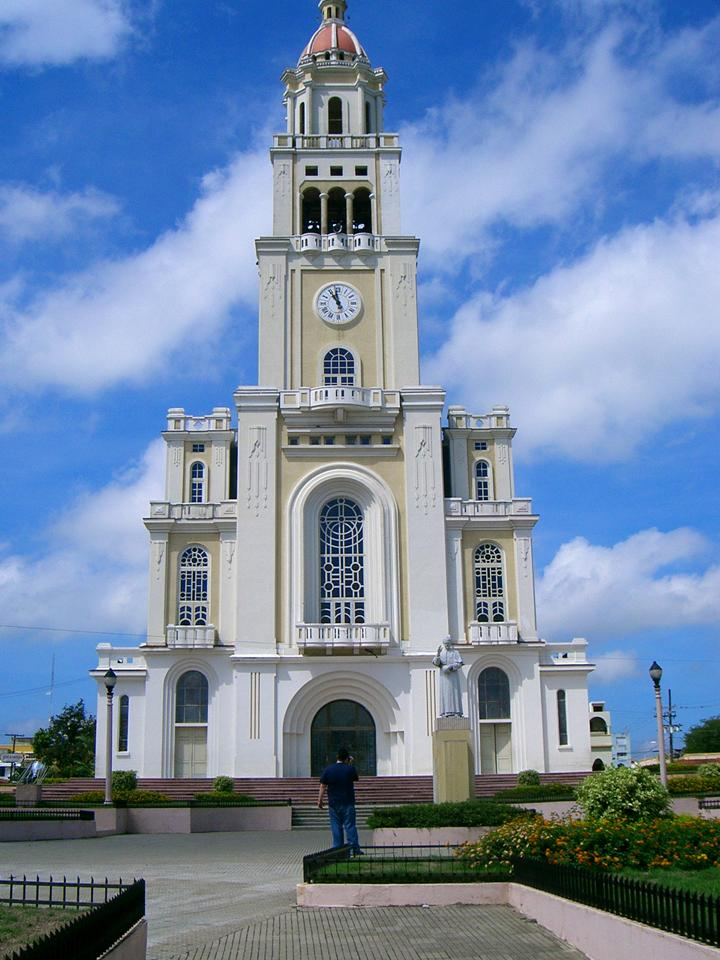
モカのIglesia Sagrado Corazon de Jesus

エスパイジャト州 (エスパイジャトしゅう、スペイン語：Espaillat / スペイン語発音: [espaiˈʎat])は、ドミニカ共和国の州。
2017年の人口は23万7855人。
州都はモカ。
1876年に大統領を務めた作家のウリセス・フランシスコ・エスパイジャトに因んで名付けられた。

## 隣接州
- 北：プエルト・プラタ州
- 北東：大西洋
- 東：マリア・トリニダー・サンチェス州
- 南東：ドゥアルテ州
- 南：エルマーナス・ミラバル州
- 南西：ラ・ベガ州
- 西：サンティアゴ州

## 行政区画
- カジェタノ・ヘルモセン（英語版）
- ガスパール・エルナンデス（英語版）
- サン・ビクトル（英語版）
- ハマオ・アル・ノルテ（英語版）
- モカ（英語版）：州都